# Omarlica czterokropkowa

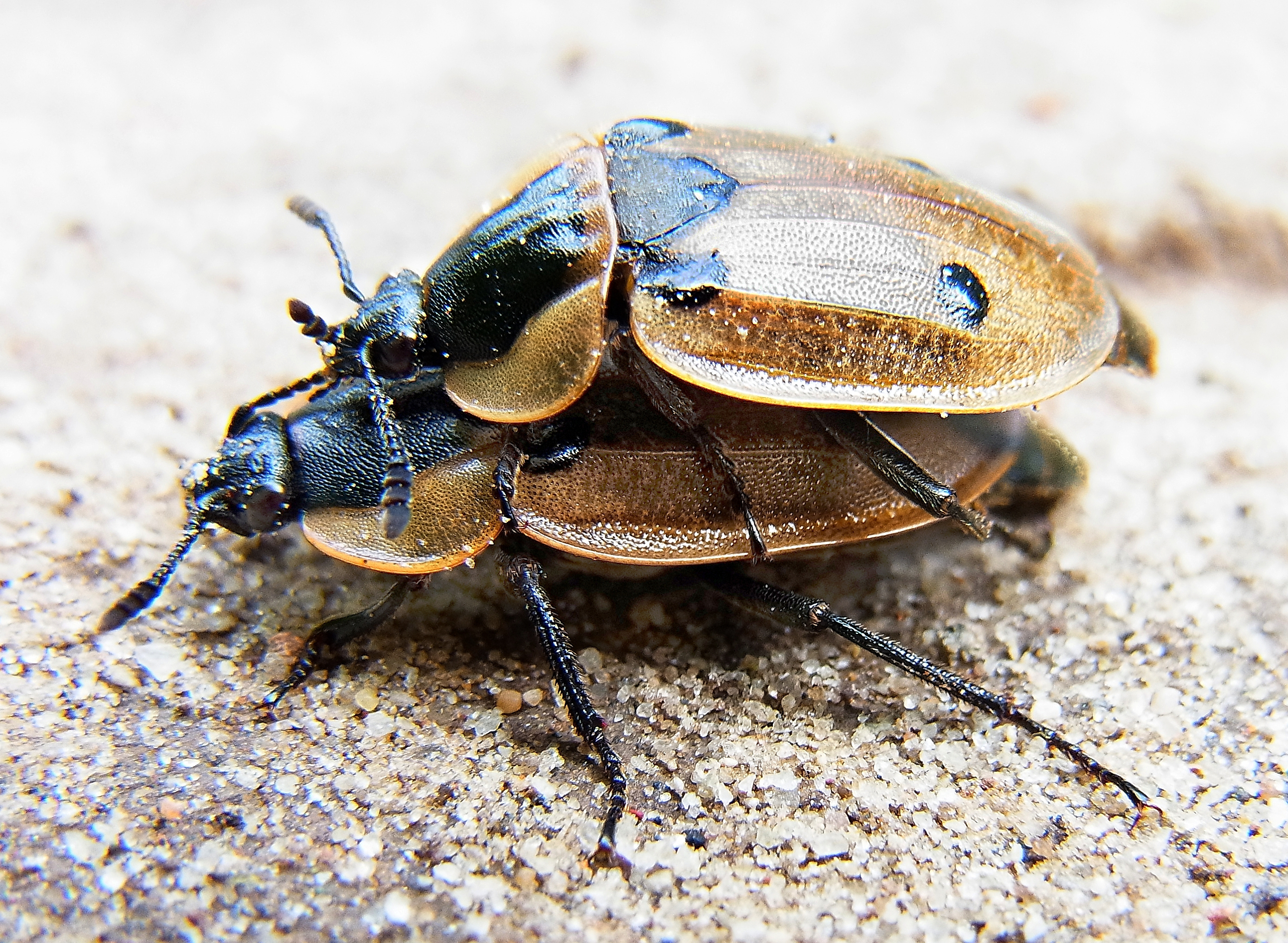
Parka

Omarlica czterokropkowa, nadrzewka czterokropkowa (Dendroxena quadrimaculata) – gatunek chrząszcza z rodziny omarlicowatych.
Chrząszcz o ciele długości 12–14 mm. Ma krótką głowę, a przedplecze czarne z żółtobrunatnymi bokami i tylnym brzegiem. Pokrywy z trzema żeberkami, ubarwione żółtobrunatnie z 4–6 czarnymi plamkami: pierwsza ich para leży na guzie barkowym, druga na guzie z tyłu pokryw, a rzadko występująca trzecia – w tylnym ich końcu.
Owad drapieżny, odżywiający się gąsienicami motyli. Bytuje na drzewach i krzewach liściastych, preferując dęby. Szeroko rozprzestrzeniony w Palearktyce. Zasiedla Europę z wyjątkiem Półwyspu Iberyjskiego oraz Syberię aż po jej wschodnią część. W Polsce spotykany stosunkowo rzadko.